# آکارجا، مرسین
اکاراسا، مرسین (به لاتین: Akarca, Mersin) یک منطقهٔ مسکونی در ترکیه است که در استان مرسین واقع شده‌است.

## خصوصیات
اکاراسا ۴۶۳ نفر جمعیت دارد و ۸۰۵ متر بالاتر از سطح دریا واقع شده‌است.